# Ceratopteris oblongiloba
Ceratopteris oblongiloba là một loài dương xỉ trong họ Pteridaceae. Loài này được Masuyama & Watano mô tả khoa học đầu tiên năm 2010.
Danh pháp khoa học của loài này chưa được làm sáng tỏ. 